# Kalevi Laitinen
Kalevi Johannes Laitinen (Kotka, 19 maggio 1918 – Kotka, 6 gennaio 1997) è stato un ginnasta finlandese.

## Palmarès

### Olimpiadi
- Oro a Londra 1948 nel concorso a squadre
- Bronzo a Helsinki 1952 nel concorso a squadre